# De Dion-Bouton 20/30 CV

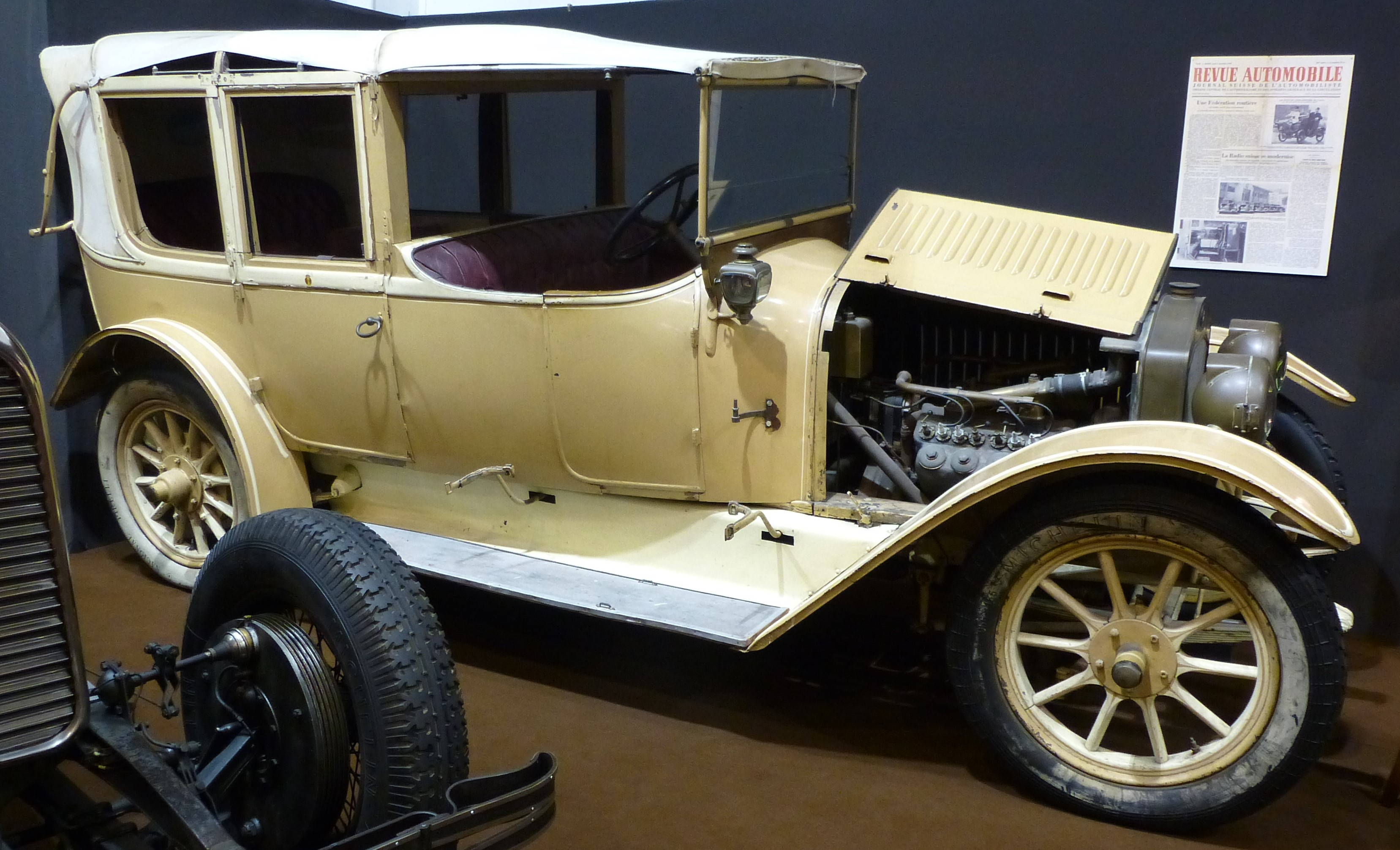
De Dion-Bouton Type ER

Der De Dion-Bouton 20/30 CV war eine Pkw-Modellreihe des französischen Automobilherstellers De Dion-Bouton aus der Zeit vor dem Zweiten Weltkrieg. Dabei stand das CV für die Steuer-PS. Zu dieser Modellreihe gehörten:
- De Dion-Bouton Type ER (1913–1914)
- De Dion-Bouton Type ES (1913–1914)
- De Dion-Bouton Type ET (1913–1914)
- De Dion-Bouton Type EV (1913–1914)